# Albrecht V van Mecklenburg
Albrecht V van Mecklenburg (circa 1397 - 1 juni/6 december 1423) was van 1412 tot aan zijn dood hertog van Mecklenburg. Hij behoorde tot het huis Mecklenburg.

## Levensloop
Albrecht V was de zoon van hertog Albrecht III van Mecklenburg en diens tweede echtgenote Agnes, dochter van hertog Magnus II van Brunswijk-Lüneburg. 
Na de dood van zijn vader in 1412 werd hij hertog van Mecklenburg, in gezamenlijke regering met zijn neef Johan IV. Wegens zijn minderjarigheid stond hij de eerste jaren van zijn bewind onder het regentschap van zijn moeder, waarna hij in 1415 of 1416 zelfstandig begon te regeren. Na het overlijden van Johan IV in 1422 werd Albrecht V samen met Johans weduwe regent voor diens minderjarige zonen Hendrik IV en Johan V
Op 13 februari 1419 stichtte Albrecht V samen met Johan IV en de stadsraad van Rostock de Universiteit van Rostock, de eerste universiteit in het noorden van Duitsland en de gehele Baltische regio.
Vanaf 1413 was Albrecht V verloofd met Cecilia (1405-1449), dochter van keurvorst Frederik I van Brandenburg. Uiteindelijk huwde Albrecht V niet met Cecilia, maar in 1423 met haar zus Margaretha (1410-1465). Als bruidsschat kreeg Albrecht V van zijn schoonvader Frederik de districten Dömitz en Gorlosen. Hij stierf echter kort na het huwelijk.